# Guillaume Restes
Guillaume Restes, né le 11 mars 2005 à Toulouse en France, est un footballeur français qui évolue au poste de gardien de but au Toulouse FC.

## Biographie

### En club
Né à Toulouse en France, Guillaume Restes commence le football avec le club local de Toulouse Montaudran, avant de rejoindre le centre de formation du Toulouse FC à l'âge de six ans et d'y faire toute sa formation. Il signe son premier contrat professionnel avec le TFC le 26 juillet 2021, à 16 ans. Ses prestations avec les différentes équipes de jeunes lui valent des comparaisons avec un ancien gardien du Toulouse FC qui a commencé très tôt sa carrière, Alban Lafont,.
Après le départ de Maxime Dupé, Restes intègre le groupe professionnel lors de l'été 2023, où Kjetil Haug est dans un premier temps annoncé comme le gardien numéro un pour garder les buts des violets pour débuter la saison, tandis que Restes est destiné à être sa doublure. Toutefois, le jeune portier de 18 ans parvient à convaincre durant les matchs d'avant-saison et le club annonce qu'il sera finalement le gardien titulaire du TFC.

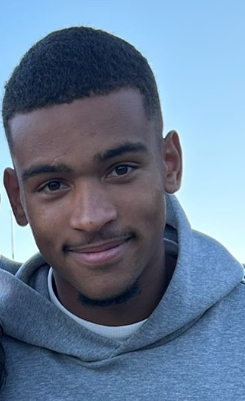
Guillaume Restes en 2023.

Le 13 août 2023, Restes fait sa première apparition en professionnel lors de la première journée de la saison 2023-2024 de Ligue 1 face au FC Nantes. Il est titularisé et le TFC s'impose par deux buts à un. Sa prestation est remarquée ce jour-là, le jeune gardien jouant un rôle important dans la victoire de son équipe. Le 1er novembre 2023, il prolonge son contrat jusqu'en juin 2028.

### En sélection
Guillaume Restes représente l'équipe de France des moins de 17 ans de 2021 à 2022, jouant un total de six matchs.
Le 31 août 2023, Restes est convoqué pour la première fois avec l'équipe de France espoirs, pour la première liste du nouveau sélectionneur Thierry Henry,. Ce dernier annonce quelques jours plus tard que le jeune portier toulousain sera titulaire avec les espoirs.
Restes joue son premier match avec les bleuets lors de ce rassemblement, le 7 septembre 2023 contre le Danemark. Titulaire donc, il participe à la victoire des siens (4-1 score final), étant notamment auteur de deux arrêts remarqués dès la huitième minute de jeu,.
Le 3 juin 2024, Thierry Henry le sélectionne dans une pré-liste de 25 joueurs afin de disputer les Jeux olympiques 2024 à Paris avant de le convoquer dans la liste définitive des 18 joueurs le 8 juillet. 
En juin 2025, il est sélectionné pour participer à l'Euro espoirs. 

## Statistiques
| Saison                | Club                  | Championnat           | Championnat | Championnat | Coupe(s) nationale(s) | Coupe(s) nationale(s) | Supercoupe | Supercoupe | Compétition(s) continentale(s) | Compétition(s) continentale(s) | Compétition(s) continentale(s) | Total | Total |
| Saison                | Club                  | Division              | M.          | B.          | M.                    | B.                    | M.         | B.         | Comp.                          | M.                             | B.                             | M.    | B.    |
| 2023-2024             | Toulouse FC           | Ligue 1               | 34          | 0           | -                     | -                     | 1          | 0          | C3                             | -                              | -                              | 43    | 0     |
| 2024-2025             | Toulouse FC           | Ligue 1               | 29          | 0           | 2                     | 0                     | -          | -          | -                              | -                              | -                              | 31    | 0     |
| 2025-2026             | Toulouse FC           | Ligue 1               | 1           | 0           | -                     | -                     | -          | -          | -                              | -                              | -                              | 1     | 0     |
| Total sur la carrière | Total sur la carrière | Total sur la carrière | 64          | 0           | 2                     | 0                     | 1          | 0          | -                              | 8                              | 0                              | 75    | 0     |

## Palmarès

### En club
Avec le Toulouse FC, Guillaume Restes est finaliste du Trophée des champions en 2023.

### En équipe nationale
Avec l'équipe de France olympique, il est médaillé d'argent au Jeux olympiques de Paris 2024.
| Toulouse FC                                   | France olympique                               |
| --------------------------------------------- | ---------------------------------------------- |
| - Trophée des champions : - Finaliste : 2023. | - Jeux olympiques : - Médaille d'argent : 2024 |

## Décorations
- Chevalier de l'ordre national du Mérite (2024)[22]